# جمشید شریفی
جمشید شریفی موسیقی‌دان آمریکایی ایرانی‌تبار است. او اغلب برای ساختن موسیقی متن فیلم‌های هالیوودی و همچنین همکاری با گروه پراگرسیو متال آمریکایی دریم تیتر شهرت دارد. او همچنین با موسیقی‌دان ایرانی مامک خادم نیز همکاری داشته است.

## زندگی‌نامه
جمشید شریفی در ۱۷ اکتبر ۱۹۶۰ در توپکا کانزاس از پدری ایرانی و مادری آمریکایی به دنیا آمد. در سنین کودکی شریفی به وسیله پدرش با موسیقی خاورمیانه‌ای و جز و به وسیله مادرش با موسیقی کلاسیک اروپایی و کلیسایی آشنا شد. او در سن ۵ سالگی آغاز به آموختن پیانو کرد و استعدادش در آموختن و اشیاقش به بداهه نوازی به نمایش گذاشت. در سن ۹ سالگی آغاز به یادگیری گیتار و درامز نمود و در سن ۱۰ سالگی آموختن فلوت را نیز شروع کرد
پس از فارغ‌التحصیلی در رشته علوم انسانی از مؤسسه فناوری ماساچوست، شریفی به سراغ تحصیل موسیقی در کالج موسیقی برکلی در بوستون رفت. در برکلی او نوازندگی پیانو جز و آهنگسازی و همچنین ساخت موسیقی فیلم را آموخت و در سال ۱۹۸۳ جایزه بهترین پیانیست جز را در فستیوال دانشگاهی جز که در دانشگاه نوتردام برگزار می‌شد را دریافت نمود. پس از فارغ‌التحصیلی از برکلی، شریفی رهبری فستیوال گروه جز مجلسی دانشگاه‌ام ای تی را بر عهده گرفت، گروهی که در آن موقع قدمتی بیست و دو ساله داشت. در طول رهبری شریفی این گروه دو سی دی منتشر کرد، بیست اثر اجرا کرد و در فستیوال دانشگاهی جز دانشگاه نوتردام در سال ۱۹۹۱ موفقیت کسب کرد، در همین دوره شریفی در دانشکده موسیقی دانشگاه برکلی نیز تدریس می‌کرد. در سال ۱۹۹۲ او موقعیت تدریسش را در بوستون رها کرد و جهت رسیدن به اهداف موسیقایی جدیدش و فرصت‌های موجود به نیویورک نقل مکان کرد.
شریفی شروع به تمرکز روی موسیقی فیلم کرد، آغاز کار او در این حیطه وقتی بود که به عنوان کیبوردیست و رهبر ارکستر شروع به همکاری با مایکل گیبز نمود، همکاری که منجر به ساخت موسیقی‌هایی برای سه فیلم سینمایی و پانزده قسمت نمایشهای تلویزیونی شد. شریفی آهنگهایی برای برخی فیلم‌های مستقل و غیر مستقل ساخت که از آنها می‌توان به ماپت‌های فضایی، ماجرای توماس کراون، فیلم راگرتز، هریت جاسوسه و نگه دارندگان زمان اشاره کرد. اگرچه تمرکز اصلی شریفی روی جز آمریکایی است اما تأثیرات المانهای موسیقایی خاورمیانه‌ای و آفریقایی موسیقی او را شاخص می‌کند.
علاوه بر ساخت آلبوم‌های انفرادی و موسیقی فیلم‌ها، شریفی موسیقیهایی را برای موزیسین‌های دیگر تنظیم کرده و ساخته از جمله خواننده تبتی یوچن لهامو و خواننده ایرانی مامک خادم. او همچنین با گروه فییوژن مو بومبا (به انگلیسی: Mo Boma) همکاری داشته که منجر به انتشار چهار آلبوم شده است. آلبوم انفرادی او «دعایی برای روح لیلا» (به انگلیسی: A Prayer for the Soul of Layla) نظر مثبت منتقدان را به خود جلب کرد که از این میان می‌توان به کسب بهترین آلبوم موسیقی جهان در اولین جشواره موسیقی نیو ایج اشاره کرد. اثر بعدی او یعنی «یک» ادامه بر روش بی مانند موسیقایی او بود. شریفی در این باره می‌گوید: «برای من انگیزه اصلی برای ساخت دو آلبوم یک و دعلایی برای روح لیلا ساختن موسیقی برای دل خودم و علایقم بوده.. من فرصت کار روی تعدادی از پروژه‌های موسقیایی مختلف را داشته‌ام که غالباً کمکی برای دیگر هنرمندان بوده است تا بتوانند الهامات خود را بروز دهند. این آثار نمایانگر علاقه مداوم من برای کاوش ماورای آنچیزی است که ما به عنوان موسیقی غربی شناخته‌ایم.»
شریفی هم دوره اعضای گروه پراگرسیو متال آمریکایی دریم تیتر در کالج برکلی بوده است. او با این گروه در ساخت آلبوم اکتاواریوم در تنظیم و رهبری ارکستر همکاری نمود. همچنین در اجرای تور جهانی بیستمین سالگرد تشکیل گروه در تالار موسیقی رادیو سیتی شهر نیویورک این گروه را همراهی کرد. این کنسرت به صورت سی دی صوتی و دی وی دی به نام امتیاز (به انگلیسی: Score) نیز منتشر شد.
الهام بخش اثر اول جمشید شریفی یعنی «دعایی برای روح لیلا» دختر او یعنی لیلا ساکاموتو شریفی است.